# Pukaruha
Pukaruha, também grafado como Pukarua, é uma das ilhas do arquipélago de Tuamotu-Gambier, pertencente ao Taiti.